# 石濤

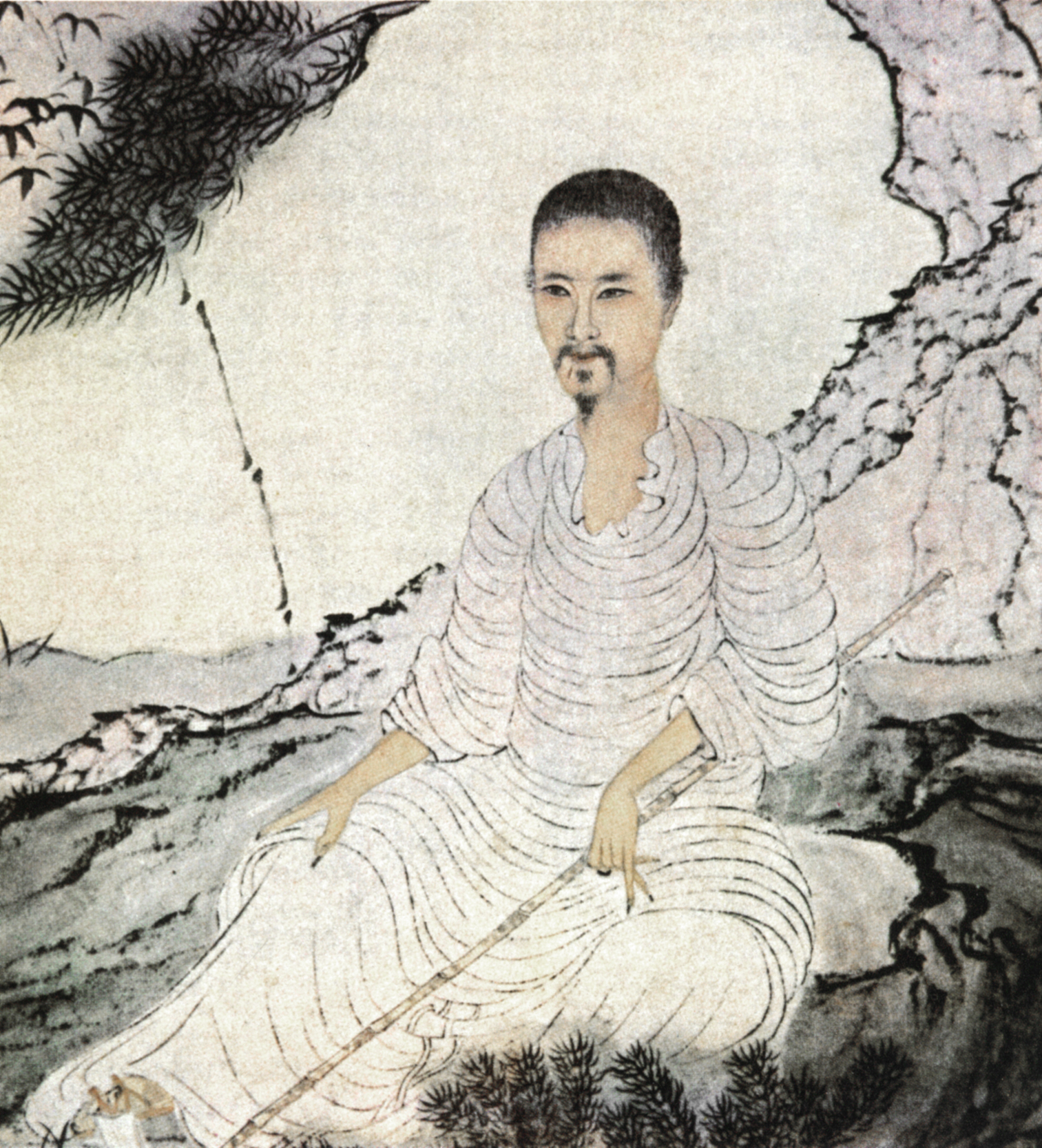
石濤 自画像

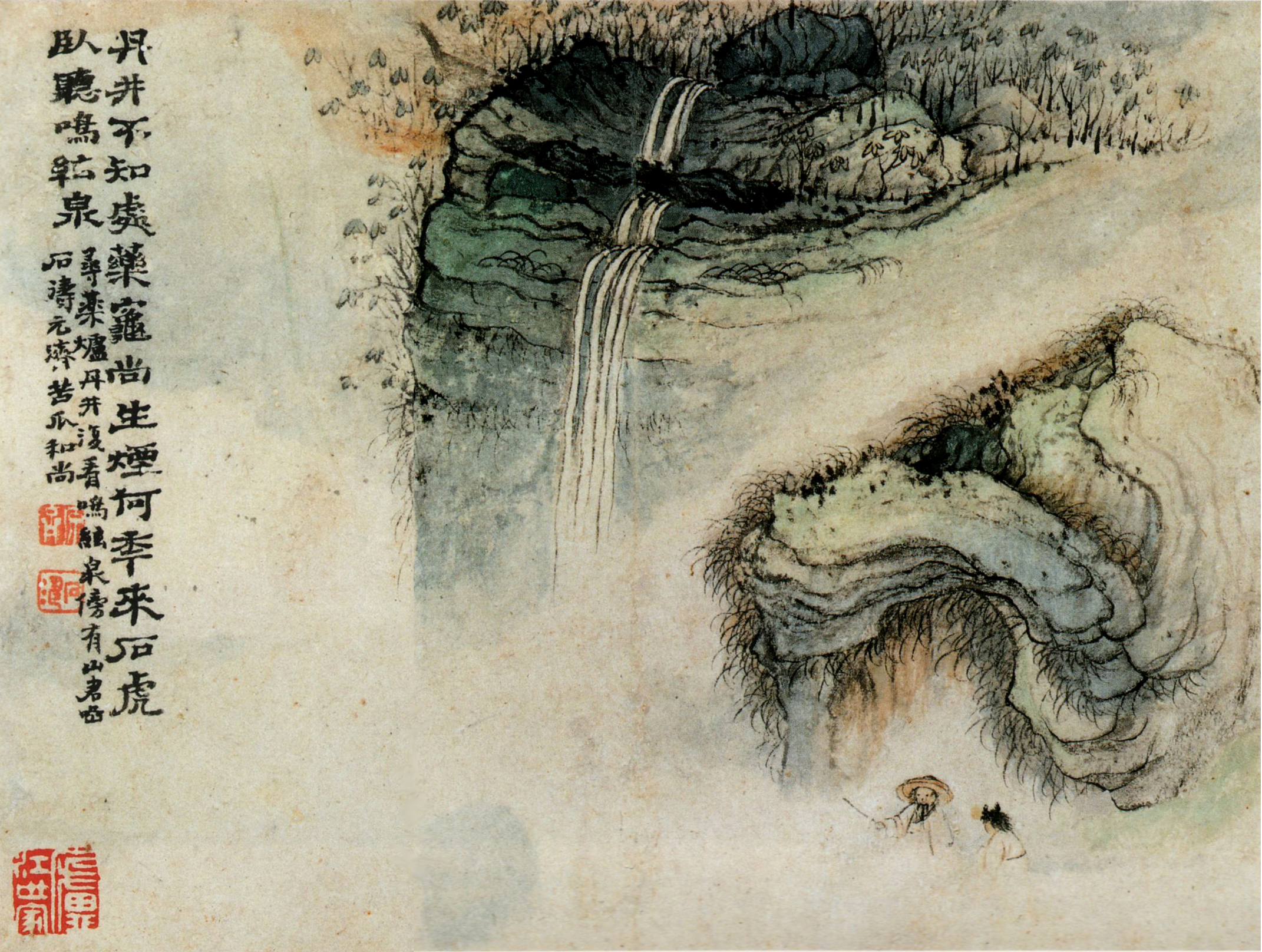
石濤筆,黄山八勝画冊 第5図 鳴絃泉 虎頭岩,泉屋博古館蔵

石濤（せきとう、Shitao、崇禎15年（1642年） - 康熙46年（1707年））は、清初に活躍した遺民画人。俗称は朱若極、石濤は字であり後に道号とした。僧となってから法諱を原済（元済）・済とし、清湘陳人・大滌子・苦瓜和尚・小乗客・瞎尊者などと号した。
明王室の末裔にあたる靖江王府（現在の広西チワン族自治区桂林市）に靖江王家の末裔として生まれる。八大山人（朱耷）は遠縁の親族。髠残、弘仁とで三高僧、八大山人を加えて四画僧と呼ばれる。また髠残の号が石谿であることから二石とも称された。黄山派の巨匠とされ、その絵画芸術の豊かな創造性と独特の個性の表現により清朝きっての傑出した画家に挙げられる。

## 略伝
父の朱亨嘉は明太祖の兄である朱興隆の孫で、桂林の靖江王となった朱守謙から10代目にあたる。明朝が滅亡すると監国と称して空位となった明の帝位を得ようとした。しかし、同族で亡命王朝である福建の唐王から反逆者として扱われ、唐王が派遣した両広総督の丁魁楚の捕虜となり、福州に連行されて獄死した。そのときまだ4歳の石濤は臣下の者に背負われて靖江王府から逃れ、湖北武昌において明の官憲や清軍から身を隠すために出家して僧となった。
武昌では古典を学び、書に興じた。暇さえあれば古法帖の臨模に明け暮れていたという。特に顔真卿に傾倒し、古代の書風に啓発された。当時一世を風靡していた董其昌の書を嫌った。山水画、人物画、花鳥画などの筆法もこの頃に学んでいる。また荊州や湖南長沙、洞庭湖など各地を遊歴している。
16歳のとき廬山に移り、ついで杭州の霊隠寺の具徳弘礼に参じた。その後、具徳の紹介で江蘇崑山の旅菴本月を知り、21歳で旅菴の法嗣となる。旅菴は木陳道忞と共に当時の臨済宗の指導的立場で、清朝から厚遇を受けていた。旅菴らは石濤の親族の八大山人ら明の遺民が支持する霊厳継起とライバル関係にあり、石濤の姿勢は遺民として節操がないと批判された。
29歳のとき法兄にあたる喝濤と共に安徽宣城の敬亭山広教寺に移った。この地の文人・名士と文雅な交わりを持ったがとりわけ18歳年上の梅清とは親しく交友した。この頃、黄山に幾度か登り、その景勝に芸術的な啓発を受けている。新安派の祖である弘仁の画蹟に触れ、跋を書き、自らも黄山図を多数画いた。
39歳で南京に赴き、長干寺の一枝閣に住持した。戴本孝と知己となり山水画の影響を受けた。康熙帝が南巡したとき2度までも謁見がかなった。このときの従者であった博爾都（ボルト）がパトロンとなり、生涯石濤を庇護することとなる。揚州で孔尚任の披露宴に出席したとき、晩年の龔賢に出会い、その画風に影響を受けている。
40代終りの頃に揚州を得て北京に在住。師の旅菴のように朝廷から寵遇を得ようと考えてのことだったが、康煕帝は仏教を冷遇したために望みは果たされなかった。北京では北宋の郭煕の画蹟に影響を受け気韻生動を体得。この頃禅僧としての地位を捨て画家としての道を選んだ。
各地で絵画の制作を行ない、51歳のときに揚州や南京に戻り、晩年になって揚州に大滌草堂を建て終の住み処とした。揚州においては八大山人ら多くの文人と交友した。
著書に『苦瓜和尚画語録』・『石濤画譜』がある。石濤は生涯に亙って画禅一如を追究し、理論でも実践でもそれを実現したと評される。
晩年、腕を病んでも制作を続けた。享年66。石濤の生涯は晩年の友人李麟の著した「大滌子伝」（『虬峰文集』）によるところが大きい。その他に陳定九『瞎尊者伝』がある。

## 代表作
- 「山水図十二屏」1671年　福建積翠園芸術館
- 「細雨虬松図軸」1687年　上海博物館
- 「黄山八勝画冊」　京都、泉屋博古館
- 「黄山図巻」1699年　京都、泉屋博古館
- 「捜尽奇峰図巻」1691年　北京、故宮博物院
- 「為禹老道兄作山水冊」ニューヨーク、王季遷家コレクション
- 「廬山観瀑図軸」　京都、泉屋博古館、重要文化財